# 絲葉狸藻
絲葉狸藻（学名：Utricularia gibba）為狸藻屬多年生小型浮水食虫植物。其种加词“gibba”来源于“gibbus”，意为“峰，隆起”，指其膨大的花冠下唇。丝叶狸藻分布范围广泛，主要存在于美洲及亚洲等地。
丝叶狸藻已被列入新西兰《国家危害性植物协议》（New Zealand National Pest Plant Accord）防止其銷售和散布。丝叶狸藻的基因组相对于其他植物而言非常小，但其仍具有正常的基因数量。根据DNA序列分析显示，其非编码DNA仅占基因组的3%。

## 形态特征

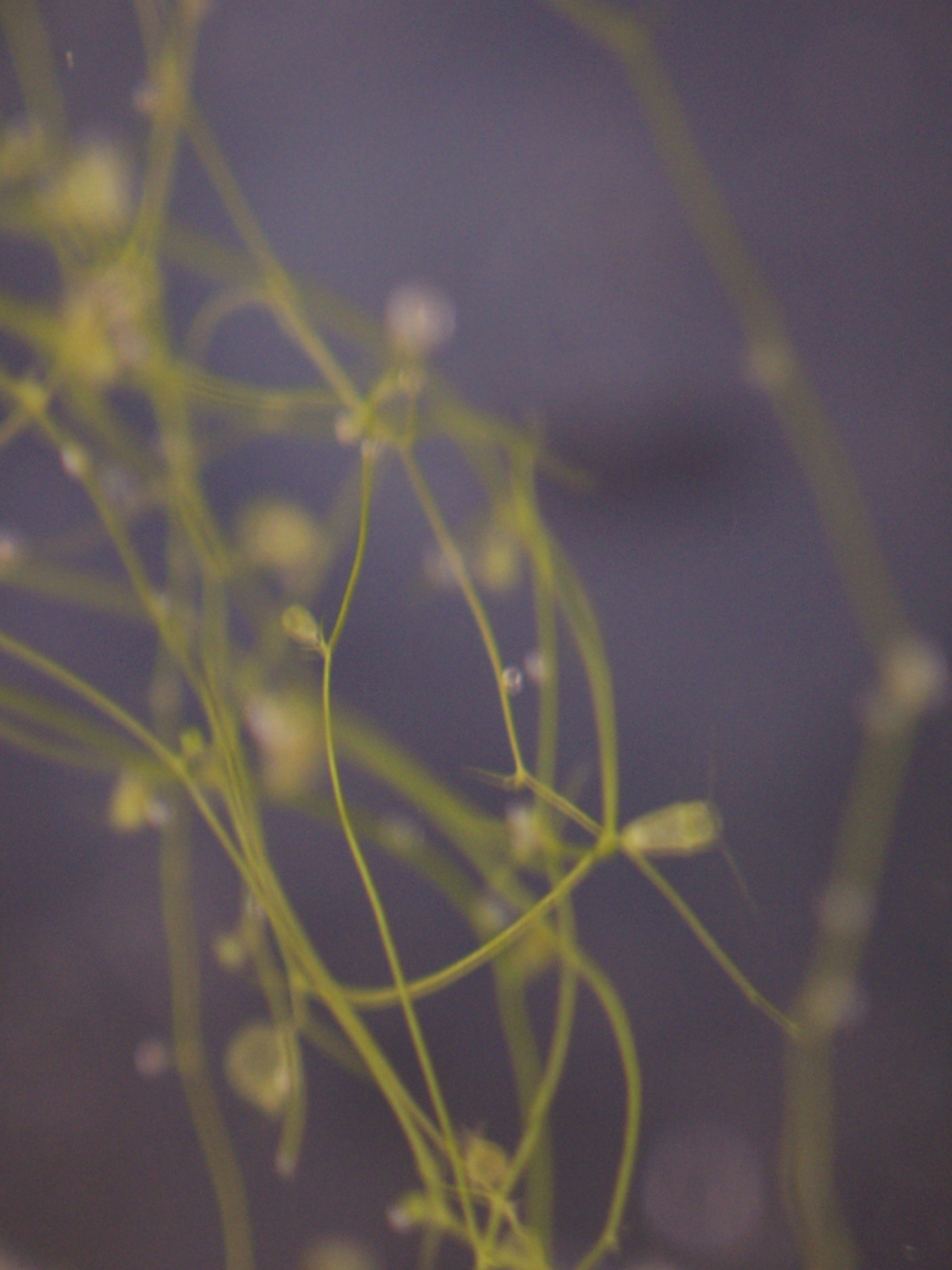
絲葉狸藻的茎与捕虫囊

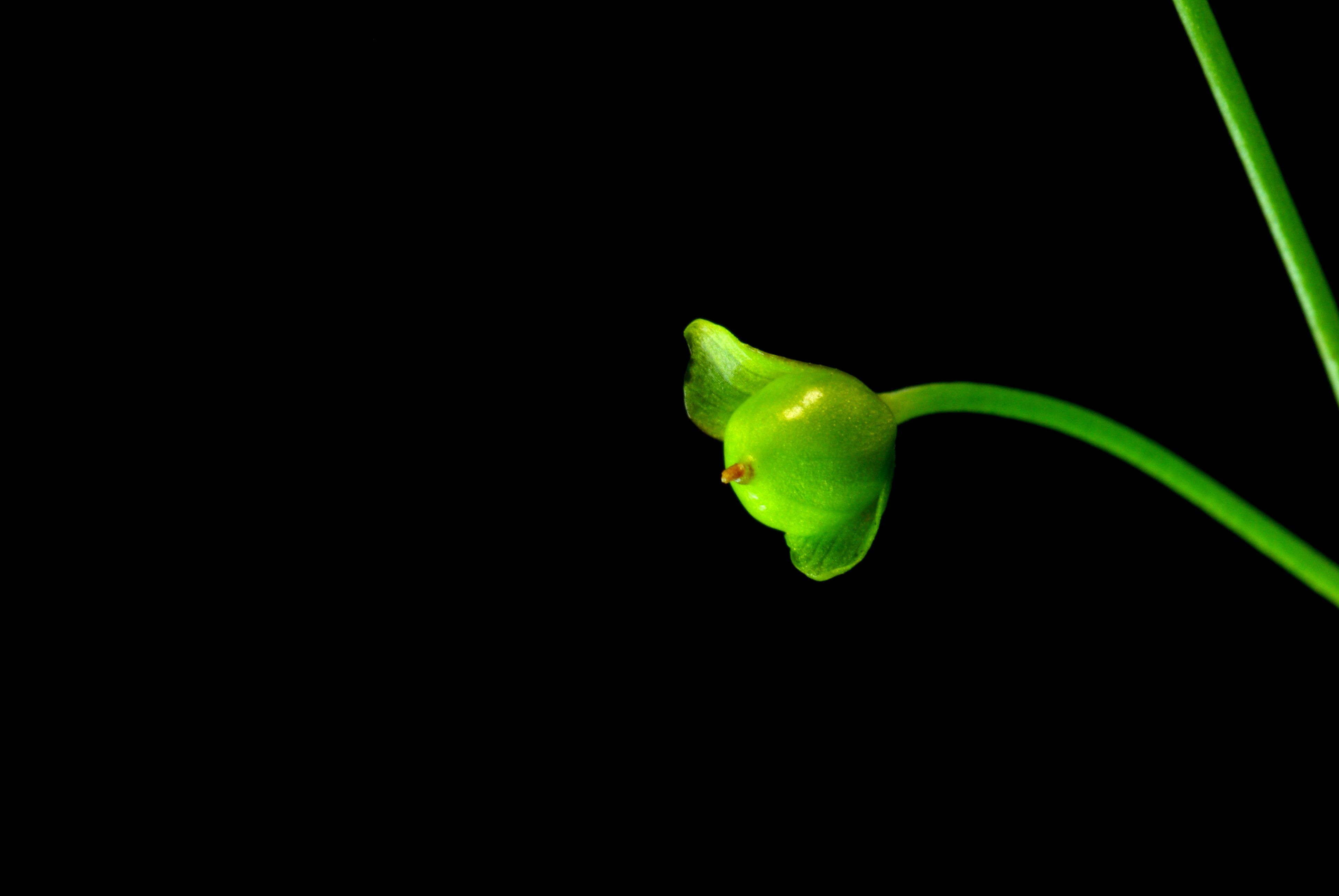
絲葉狸藻果

丝叶狸藻为小型至中型水生植物。其多浮于浅水中，但若基部有所依附则更容易开花。其匍匐茎多分支，且呈丝状。匍匐茎长约20厘米，直径0.2至1毫米。其叶分散于匍匐茎上，长0.5至1.5厘米，存在1至8个指向末端的二分叉分支，通常不超过4个。捕虫囊位于叶分支的末端。捕虫囊为卵形，具短柄，长1至2.5毫米，顶部主要存在2个刚毛状分支附属物，而囊口周围存在一些较小的附属物。该附属物是触发捕虫囊释放真空的结构。
丝叶狸藻的花序直立，高出水面约20厘米，闭花受精。花序可具1至12朵花，常为2至6朵。花为黄色，存在红棕色的纹路。花分为上下两唇，上唇几乎为圆形，略分为三叶；下唇略小，亦为圆形；中部喉凸膨大。距为狭圆锥形或圆柱形，向下弯曲，长短不一，既可短于也可远长于下唇。其一年四季均可开花。其花，特别是花冠大小不一，直径可为0.8厘米至1.5厘米。
丝叶狸藻的染色体数为2n= 28。

## 原生地
丝叶狸藻分布广泛，存在于北美洲的美國（除了阿拉斯加州與洛磯山脈外）、加拿大；南美洲；中美洲；欧洲的西班牙；亚洲的大部分地區（包括中國、日本、新幾內亞、以色列）；非洲的大部分地區；大洋洲的澳大利亚塔斯马尼亚州以及紐西蘭北島。
丝叶狸藻生长于池塘、湖泊或浅水的沟渠、水坑、沼泽、湿地中，其水体或静止或缓慢流动。其也可能生长于深水环境中，但除非有可支持花序的植被否则其不能开花。原生水域常缺乏氮与磷。所以其通过捕虫囊捕获及消化小型水生动物来获取需要的矿质元素。丝叶狸藻通常分布于低海拔地区，但也能在海拔达2500米的地区发现其踪影。

## 基因組
科學家在2013年完成了對絲葉貍藻基因組的測序工程。其基因組只含有8千2百萬個鹼基對，這相对于其他多細胞植物來說極為短小。然而基因組容納了整整2萬8500個基因，這數量比基因組大得多的其他植物還要多。相比其他植物來說，絲葉貍藻基因組含有的非編碼DNA非常少。絲葉貍藻只有3%的DNA非基因，而相比之下，人類的DNA有98.5%是非編碼DNA。大部分開花植物的基因主要是以反轉錄轉座子組成的，但絲葉貍藻只有2.5%的DNA是反轉錄轉座子。該發現可能预示着非編碼DNA（俗稱垃圾DNA）並不是生物必須的。參與這項研究的维克多·艾伯特（Victor Albert）表示：「至少对于一种植物而言，垃圾DNA真的只是垃圾，它不是必須的。」研究基因組大小演變的T·莱恩·格雷戈里（T. Ryan Gregory）說：「這項研究进一步质疑了基因生物學对于大部分或所有DNA序列功能假定的简单化解释，卻忽略了動植物間基因組大小的巨大差異。」
絲葉貍藻與番茄在大約8千7百萬年前從兩者的共同祖先分離開來。之後這兩種植物都經歷了全基因組複製（WGD），使其DNA组倍增。絲葉貍藻的基因組至少經過三次增大。後來大部分無用的DNA都已消失了，但番茄并未如此，以致其基因組大小只有番茄的十分之一。
与拟南芥相比，丝叶狸藻每个基因的内含子都较少，且其启动子的保守顺式转录调控元件也被压缩。最关键的基因都回到了单拷贝的状态。但丝叶狸藻的线粒体及叶绿体基因组并未出现类似其他被子植物的压缩。核DNA通过大量的微缺失及一些大型的重组缺失进行压缩。据推测，在“马虎”的基因重組過程中，无用的序列随着时间的推移会被逐渐剔除。丝叶狸藻整个核基因组存在大量GC序列，其被认为已建立起了一种倾向于缺失的分子机制，但这并不排除存在导致保持该缺失的选择压力。节约能源或节约磷素的选择压力可能导致丝叶狸藻减少其核基因组大小。丝叶狸藻形成捕虫囊是由于环境缺磷而非缺氮，所以磷利用率的高低决定了在环境中的优势与否。先前已有证据说明更大的环境诱变量下会增加突变率，从而增加自然选择中缺失不必要的DNA的可能性，但没有证据说明该现象存在于丝叶狸藻及拟南芥的相对突变多样性中。
科學家猜想，基因重組過程導致無用的基因內容隨時間而被剔除。

## 种植方法
丝叶狸藻是一种容易生长的水生狸藻，其在园艺栽培中常被视为杂草。在彼得·达马托1998年出版的《野性花园：食虫植物栽培》中建议将丝叶狸藻种植于一个小型的杯子或碗中。其中需放入泥炭或其他水生植物，并灌满水。